# Kaspar Leonz Bruggisser
Kaspar Leonz Bruggisser (* 1. Februar 1807 in Wohlen; † 15. Februar 1848 ebenda) war ein Schweizer Jurist und Politiker.

## Leben
Kaspar Leonz Bruggisser wurde als Sohn des Kaufmanns Anton Bruggisser geboren. Sein Vetter war Johann Peter Bruggisser, mit dem er aktiv am 6. Dezember 1830 am «Freiämtersturm», der den Kanton revolutionär umgestaltete, beteiligt war.
Kaspar Leonz Bruggisser war Schüler des «Lehrvereins», einer Art Volkshochschule in Aarau, dort wurde er von Ignaz Paul Vital Troxler und Heinrich Zschokke unterrichtet. Von 1827 bis 1829 studierte er in Göttingen an der dortigen Universität Jura und war auf weiteren deutschen Universitäten. Dort erwarb er auch den Dr. jur.
Wieder nach Wohlen zurückgekehrt, war er kurzzeitig aargauischer Fürsprecher und nahm 1830 am «Freiämtersturm» teil. 1831 war er Mitglied des aargauischen Verfassungsrates sowie bis 1846 Mitglied des Grossen Rates und vertrat viermal seinen Heimatkanton an der eidgenössischen Tagsatzung als Abgeordneter. Von 1835 bis 1838 übte er das Amt des Bezirksgerichtspräsidenten in Laufenburg aus. In der Zeit von 1838 bis 1841 betreute er als Redaktor das aargauische Zivilgesetzbuch.
Kaspar Leonz Bruggisser galt anfangs als ultraradikaler Politiker, der mit den Gewalten der Vergangenheit, den Aristokraten, den Jesuiten und den Klöstern, abrechnete und sich für die Einheit und Kraft des Staates einsetzte; allerdings wandelte er sich ab ungefähr 1837 zu einem gemässigten Politiker. Er gehörte zu den aktivsten Förderern des regenerierten Kantons Aargau und ging wegen der aargauischen Politik in der Kloster-, in der Jesuiten- und in der Sonderbundsfrage in die Opposition; später trat er von allen Staatsämtern zurück und war nur noch, bis zu seinem Tod, in seinem juristischen Beruf als Fürsprecher tätig.
Kaspar Leonz Bruggisser heiratete die Tochter des Joseph Maria Brentano, Bezirksamtmann in Laufenburg.

## Werke
- Bericht erstattet dem Grossen Rath in seiner Sitzung v. 12. November 1831 über das Gesuch der drei Tavernenwirthe von Lenzburg, das der dortigen Familie Hünerwadel ertheilte Wirthschaftsrecht betreffend. Aarau 1831.
- Rechtsgutachten über die Ansprüche des Mönchsklosters Einsiedeln im Kanton Schwyz auf das Aargauische Nonnenkloster Fahr. Gottl. Friedr. Beck, Aarau 1836.
- Bericht der Petitionen-Kommission an den Grossen Rath des Kantons Aargau : die Rehabilitation peinlich verurtheilt gewesener Personen betreffend. Obrigkeitliche Buchdruckerei, Aarau 1838.